# Bernard Schutz
Bernard Frederick Schutz (* 11. August 1946 in Paterson, New Jersey) ist ein US-amerikanischer Physiker, der sich mit Gravitationsphysik befasst. Er war 1994 einer der Gründungsdirektoren des Max-Planck-Instituts für Gravitationsphysik (Albert-Einstein-Institut) in Potsdam. Im Jahr 2014 wurde er emeritiert. Er ist ein Pionier der Gravitationswellen-Astrophysik, mit der er sich schon Ende der 1960er Jahre am Caltech befasste.
Schutz studierte an der Clarkson University in Potsdam (New York) mit dem Bachelor-Abschluss 1967 und wurde 1971 am Caltech promoviert. Als Post-Doktorand war er 1971/72 an der University of Cambridge und 1972/73 an der Yale University, wo er 1973 Instructor wurde. Von 1974 bis 1976 war er Lecturer am University College von Wales in Cardiff. 1976 wurde er dort Reader und 1984 Professor. Seit 1995 ist er Direktor am Max-Planck-Institut für Gravitationsphysik in Potsdam als einer der Gründungsdirektoren neben Jürgen Ehlers. Er leitet dort die Abteilung Astrophysikalische Relativitätstheorie, die sich mit numerischen Simulationen der Allgemeinen Relativitätstheorie zum Beispiel bei Schwarzen Löchern und der Datenauswertung von Gravitationswellendetektoren und Berechnung möglicher Gravitationswellensignale befasst. Er hält nach wie vor auch eine Professur in Cardiff.
Er ist einer der Leiter am deutsch-britischen GEO600-Gravitationswellendetektor und an LISA beteiligt. Ferner ist er Gründer des Open Access Journals Living Reviews in Relativity.
2006 wurde er Mitglied der Leopoldina, 2021 der Royal Society. Er ist Mitglied der Royal Astronomical Society, der Learned Society of Wales, der Königlichen Gesellschaft für Kunst und Wissenschaft in Uppsala und Fellow der American Physical Society (1998) und des Institute of Physics. Schutz ist Ehrendoktor der University of Glasgow. Er erhielt 2006 die Amaldi-Medaille, für 2019 wurde ihm die Eddington-Medaille der Royal Astronomical Society zugesprochen. Ebenfalls 2019 wurde Schutz in die National Academy of Sciences gewählt.

## Schriften
- Geometrical methods of mathematical physics, Cambridge University Press, 1980
- A first course in general relativity, Cambridge University Press, 1985, 2. Auflage 2009
- Gravity from the ground up, Cambridge University Press, 2003